# أندي سيتايوان
أندي سيتايوان (بالإندونيسية: Andi Setiawan)‏ هو لاعب كرة قدم إندونيسي في مركز حراسة المرمى، ولد في 6 سبتمبر 1984 في إندونيسيا. لعب مع Persiba Bantul ‏.

## وصلات خارجية
- أندي سيتايوان على موقع قاعدة بيانات كرة القدم.إي يو (الإنجليزية)
- أندي سيتايوان على موقع Soccerway.com (الإنجليزية)